# McClain Sisters
Thriii (pronunciado como "three") son un grupo pop de chicas estadounidense, formada en Los Ángeles, California en 2005. El grupo está formado por las hermanas China Anne, Sierra y Lauryn McClain. En 2011 el grupo firmó con Hollywood Records bajo el nombre de McClain Sisters  Su primera actuación notable fue en el Desfile del Día de Navidad de los Parques Disney de 2011. Lanzaron su primera canción " Rise " en marzo de 2012 para Disneynature para la película Chimpancés, y ese mismo mes, el grupo fue el acto de apertura de Big Time Rush en su gira Better with U en Houston. El mes siguiente actuaron en el Easter Egg Roll de la Casa Blanca de 2012. En noviembre de ese año, interpretaron su sencillo debut " Go " y lo lanzaron poco después de interpretar la canción en A.N.T. Farm.
En diciembre de 2013, el grupo dejó el sello discográfico y cambió su nombre a McClain. Más tarde ese mes lanzaron "He Loves Me". En 2014, McClain actuó en los Radio Disney Music Awards de 2014; realizaron su primer concierto como cabeza de cartel en House of Blues en Anaheim, California; y realizaron una gira por los Estados Unidos, presentándose en numerosas ferias estatales.
Su último sencillo como McClain fue "Feelin 'Like", que se lanzó en 2016. A partir de entonces, el grupo hizo una pausa desde 2016 hasta junio de 2020, durante la cual las hermanas siguieron sus carreras de actuación. En junio de 2020, el grupo regresó con un nuevo nombre, Thriii, y lanzó su sencillo "My Sanity". Su primera actuación de alto perfil bajo el nombre fue en los Radio Disney Music Awards en la categoría de Summer Playlist. Sus últimos trabajos musicales son de género pop y R&B.

## Carrera

### 2005 - 2010: Comienzos, películas y 3 McClainGirls
Las hermanas Sierra Aylina, Lauryn Alisa y China Anne McClain crecieron viendo las películas de Walt Disney como Pocahontas y los clásicos musicales como The Wiz, Willy Wonka & the Chocolate Factory y Annie. En 2004 las hermanas se interesaron en la música cuando vieron a su padre escribir y producir canciones. Después, las chicas comenzaron a escribir canciones, hacer coreografías y bailar, también le gustaban las películas de Disney. En 2005, las hermanas fueron descubiertas como actrices por un ejecutivo de la música que las escuchó cantar y alentó al director Rob Hardy a una audición para su película de 2005 The Gospel, junto a Boris Kodjoe y Idris Elba. China, interpretó el personaje de Alexis y sus hermanas estaban en el reparto secundario.
También en 2005, las hermanas comenzaron una carrera musical y formaron su primer grupo, las 3McClainGirls. Ellas grabaron su primera canción, "Silly Games", por la productora de su padre Gabesworld Music. La canción fue producida por Michael McClain y Larry Nix y escrito por Shontell McClain.
En 2006 China se une al reparto principal de Tyler Perry's House of Payne y Lauryn hizo apariciones especiales. En 2007 el grupo protagonizó la comedia Daddy's Little Girls como las hermanas James. En 2008 el grupo grabó la canción "Daddy's Girls", inspirado en la película que protagonizaron, y la lanzaron sólo en Myspace.
En 2009 y 2010 las 3McClainGirls no realizaron trabajo como grupo, porque Sierra y China se involucraron en la carrera de ser actriz. En varias ocasiones han sido comparadas con grupos femeninos legendarios como TLC, Destiny's Child y The Vogue por sus altos rangos vocales. 

### 2012: McClain Sisters y Hollywood Records
En 2011 el grupo cambió el nombre a McClain Sisters. El 14 de junio de 2011, el grupo firmó con Hollywood Records. Interpretaron una nueva canción llamada "Rise" en el Mall of America el 11 de marzo de 2012. Escrito por las McClain Sisters y producido por el padre Michael "MJ" McClain, es el principal sencillo promocional para la película de Disneynature Chimpanzee. La canción se estrenó en el iTunes Store el 23 de marzo de 2012. El video se estrenó el 25 de marzo de 2012 durante un episodio de Austin & Ally. Fue lanzado como una canción destacada para el himno de Disney's Friends for Change. El video musical se estrenó más tarde en línea el 26 de marzo de 2012. El 2 de noviembre de 2012, las McClain Sisters estrenó su sencillo debut "Go" en Radio Disney y lo interpretaron el 23 de noviembre de 2012 durante el episodio "chANTs of a lifetime" de la Disney Channel Original Series A.N.T. Farm.

### 2013–2016: Dejando Hollywood Records y McClain
En 2013 volvieron a cambiar su nombre de banda, llamándosen solamente "McCLAIN". Sin embargo, en 2014 ellas informan durante una entrevista en Thirst Project que ellas no están más bajo contrato con Hollywood Records y que ahora son independientes. A mediados de 2014, ellas estuvieron de gira por Estados Unidos, dando conciertos en Virginia, Texas, Ohio, Anaheim, Carolina del Norte, Milwaukee, Delaware, etc, teniendo como anfitriones a Zendaya, la boy-band IM5 y Trevor Jackson. Ellas han interpretado varias canciones de artistas reconocidos como "Happy" de Pharell Williams, "Royals" de Lorde, "Flawless" de Beyoncé o "Diamonds" de Rihanna. En octubre de 2014, China y Lauryn abrieron un canal en YouTube que lo nombraron "Lauryn and China" en el cual comparten vídeos haciendo retos, vlogs, tags y más. En diciembre de 2014 anunciaron via Twitter que tenían una nueva canción de Navidad llamada "The Holiday Song". La canción está disponible en iTunes, YouTube y Spotify. En 2015, Lauryn y Sierra decidieron seguir los pasos de China y se involucraron más en el mundo de la actuación presentando audiciones y siendo elegidas, Lauryn para un par de películas y Sierra como "Nessa" para "Empire", la exitosa serie de la cadena FOX. 
El 18 de marzo de 2016, publicaron vía redes sociales un adelanto de una nueva canción, sin embargo no mencionaron el nombre. Finalmente, el 23 de marzo, McClain lanzaron esa nueva canción en SoundCloud titulada "Feelin Like". En 2016 colaboraron con la canción "Clip My Wings" como parte de la banda sonora de la película "Sparrows Now & Then". China protagonizará la nueva película de terror titulada "TEN" basada en el libro escrito por Gretchen McNeil en 2017.

### 2020-presente: Regreso de una pausa y Thriii
En junio de 2020, el grupo regresó de su pausa, cambió su nombre a Thriii y lanzó su sencillo "My Sanity". Su primera actuación profesional bajo el nombre fue en los Radio Disney Music Awards en la categoría de Summer Playlist.

## Vida personal
En 2014, Lauryn y China crearon un canal de YouTube donde publicaron videos de canto, desafíos, etiquetas y preguntas y respuestas. Sierra apareció en varios de los videos del canal. Su último video de YouTube se publicó en abril de 2018 y desde entonces el canal ha estado inactivo. A partir de 2020, el canal tiene aproximadamente 677,000 suscriptores y más de 28 millones de visitas. Desde entonces, han cambiado el nombre del canal a Thriii.
Las hermanas son conocidas por su imagen "familiar". Su padre, Michael McClain, es un productor musical, escritor, músico, cantante e ingeniero de sonido y produjo el álbum debut de la hermana menor de Beyoncé, Solange Knowles. La madre de las McClain, Shontell McClain, también es una cantante, músico y compositora. Las hermanas nacieron en Atlanta, Georgia, y residen en Los Ángeles, California con su familia de cristianos.

## Discografía

### Sencillos
| Año  | Canción                                                       | Álbum                                |
| ---- | ------------------------------------------------------------- | ------------------------------------ |
| 2012 | "Rise"                                                        | Singles que no pertenecen a un álbum |
| 2012 | "Go"                                                          | Singles que no pertenecen a un álbum |
| 2014 | "He Loves Me"                                                 | Singles que no pertenecen a un álbum |
| 2016 | "Feelin' Like"                                                | Singles que no pertenecen a un álbum |
| 2020 | "My Sanity" (con The Messenger)                               | TBA                                  |
| 2021 | "Calling All the Monsters (2021 Version)" (con The Messenger) | TBA                                  |

### Sencillos promocionales
| Año  | canción                             | Álbum                                       |
| ---- | ----------------------------------- | ------------------------------------------- |
| 2008 | "Daddy's Girl" (como 3McClainGirls) | Canción sin álbum                           |
| 2012 | "Rise"                              | Sencillo benéfico                           |
| 2012 | "The Great Divide"                  | Disney Fairies: Faith, Trust And Pixie Dust |
| 2014 | "The Holiday Song"                  | Singles que no pertenecen a un álbum        |

### Otras apariciones
| Año  | Canción              | Álbum                           |
| ---- | -------------------- | ------------------------------- |
| 2011 | "Perfect Mistake"    | A.N.T. Farm                     |
| 2011 | "Electronic Apology" | A.N.T. Farm                     |
| 2012 | "Jingle Bell Rock"   | Disney Channel Holiday Playlist |
| 2013 | "Sharp as a Razor"   | Shake It Up: I <3 Dance         |
| 2015 | "Clip My Wings"      | The Sparrows: Now & Then        |

### Videos musicales
| Año  | Canción                    |
| ---- | -------------------------- |
| 2012 | "Rise"                     |
| 2012 | "The Great Divide"         |
| 2020 | "My Sanity"                |
| 2021 | "Calling All the Monsters" |

## Giras

### Headlining
- State Fair Tour (2014)

### Acto de apertura
- 2012 – Better with U Tour[13] de Big Time Rush